# Pedal steel guitar
La pedal steel guitar (o, semplicemente, pedal steel) è un tipo di chitarra steel che, pur avendo alcune affinità con la chitarra comunemente intesa, rientra di fatto nella famiglia delle steel guitars in quanto viene suonata esclusivamente mediante un pesante slide in metallo (the “steel”).
Spesso impropriamente indicata anche come "chitarra hawaiana", la pedal steel guitar differisce da questa per la presenza di pedali e leve azionabili con le ginocchia che hanno la funzione di modificare temporaneamente l'intonazione di una o più corde.
Lo strumento è disposto in senso orizzontale, sostenuto da quattro gambe in metallo. I pedali sono montati in basso su una barra ancorata alle due gambe frontali, mentre le leve fuoriescono dalla parte inferiore dello strumento. Pedali e leve sono collegati all'attaccacorde mediante un complesso sistema di tiranti regolabili. 
Le sonorità della pedal steel guitar sono facilmente riconoscibili e caratterizzate da frequentissimi glissati. Il suo “effetto” più caratteristico è dato dal passaggio da un accordo ad un altro mediante il bending di una o più note.

## Storia
Contrariamente a quanto il suo look può suggerire, la pedal steel guitar è uno strumento giovanissimo.
Pur dovendo molto alle tecniche chitarristiche hawaiane della fine del 1800, le prime pedal steel guitar risalgono soltanto ai primi anni cinquanta del secolo scorso.
Gli Stati Uniti furono molto influenzati, negli anni '20 e '30, dalla musica hawaiana. Il suono di strumenti a corda suonati senza l'ausilio di tasti sul manico e mediante uno slide divenne molto popolare. Questo periodo vide la nascita di chitarre con cono risonatore in metallo, ad opera dei fratelli Dopyera (chitarre resofoniche o dobro, dall'omonimo marchio fondato dai “DOpyera BROthers”). Il risonatore aveva la funzione di incrementare sensibilmente il volume acustico dello strumento.
Immancabilmente le tecniche chitarristiche hawaiane furono adottate anche sulle chitarre resofoniche. Ma la vera rivoluzione avvenne con l'invenzione del moderno sistema di amplificazione chitarristico, composto da pickup elettromagnetico e da un amplificatore, subito recepita anche nelle chitarre slide. Agli albori della chitarra elettrica, costruttivi come Leo Fender, Adolph Rickenbacker e Paul Bigsby si cimentarono subito anche con la costruzione di steel guitars.
I limiti armonici della steel guitar portarono ben presto alla realizzazione di strumenti con più manici, montati su un unico chassis, ognuno dei quali accordato in modo diverso. Già negli anni '40, la Gibson Guitar Corporation aveva prodotto una steel guitar dotata di un sistema di pedali atti a cambiare l'accordatura dello strumento, mutuando il sistema adottato sull'arpa. Da qui il nome Electraharp dato allo strumento.
Attorno al 1950, finalmente, Paul Bigsby costruì una steel guitar dotata di pedali posti su una barra di metallo ancorata alle zampe di supporto dello strumento e pochi anni dopo, su richiesta di Bud Isaacs, aggiunse alcune leve, sempre atte a modificare il pitch di alcune corde, per espandere ulteriormente le possibilità tonali dello strumento. Era finalmente nata la pedal steel guitar per come la intendiamo oggi!
Lo strumento raccolse subito i favori di musicisti come Jimmy Day e Buddy Emmons, ad opera dei quali furono introdotte varianti in ordine al numero di corde e alla funzione delle varie leve e pedali.
Da allora lo strumento è rimasto sostanzialmente invariato, seppur beneficiando di migliori tecniche e tecnologie costruttive. Si è sempre più andata definendo una certa standardizzazione per quanto riguarda i tipi di accordatura e l'utilizzo di alcuni pedali.

## Utilizzo
Suonare la pedal steel comporta un forte coinvolgimento fisico, richiedendo l'uso di mani, piedi e ginocchia. La mano destra ha il compito di pizzicare le corde, per lo più mediante un thumb-pick in plastica e due finger-picks in metallo; la mano sinistra “cerca” le note sulla tastiera facendo scorrere sulle corde una pesante barra in metallo (Tone Bar); il piede sinistro è responsabile dell'azione sui pedali; le ginocchia azionano le leve (Knee Levers); il piede destro infine, è costantemente impegnato nell'uso del pedale del volume, che è di fatto parte integrante dello strumento e agisce come pedale di espressione per creare dissolvenze o incrementare artificialmente il sustain di alcune note aumentandone il volume mentre la loro forza di vibrazione inizia a decrescere. 
Data la possibilità di alterare meccanicamente l'intonazione di una o più corde, la pedal steel guitar consente un numero illimitato di accordi e inversioni. Ciò comporta che le note non si trovino necessariamente sempre nella stessa posizione sulla tastiera. Il “Do centrale”, tanto per fare un esempio, a seconda del set-up utilizzato, si potrà trovare anche in quattro diverse posizioni sulla stessa corda! I pedali possono lavorare nella stessa direzione in cui muoviamo la steel bar o nella direzione opposta, per cui non è solo possibile ma decisamente comune spostarci con la steel bar salendo di un tono ed ottenere, grazie ai pedali, un suono più acuto di due toni, di un tono e mezzo e, perché no, lo stesso suono o addirittura più basso! In buona sostanza si può dire che non c'è una relazione fissa tra la posizione della mano sinistra ed un suono o set di suoni.
Chiaramente questo fa sì che la pedal steel sia uno strumento molto difficile da apprendere, mancando, qui, la maggior parte delle regole comuni sui principi di funzionamento degli strumenti a corda. A modo suo però, superati certi schemi “abituali” ha una logica ineccepibile e del tutto originale. Dal punto di vista prettamente fisico, suonarla richiede l'uso di entrambe le mani, entrambi i piedi ed entrambe le ginocchia. Inoltre non c'è quell'abituale ed importante sensazione tattile che di solito fa sì che le mani sappiano in che parte del manico ci troviamo, ed è per questo che si usano molti riferimenti visivi sulla tastiera. È quindi uno strumento dove si devono spesso guardare le mani ed è indispensabile ascoltare attentamente quel che si sta facendo, per assicurarsi che l'intonazione sia corretta.

## Accordature e configurazione
Le pedal steel possono avere uno o due manici, dotati ciascuno di 10 o 12 corde. Dipendentemente da ciò vengono indicati con le sigle del tipo S-10 (manico singolo da 10 corde), D-10 (doppio manico da 10 corde ciascuno), ecc. I modelli più diffusi sono l' S-10, il D-10 e, in misura minore, l'S-12. 
In merito alle accordature, la “regola” che man mano è andata definendosi prevede che le S-10 siano generalmente accordate in MI9; le D-10 hanno il manico “frontale” (quello più lontano da chi suona) accordato in MI9 e l'altro in DO6. Sulle S-12 invece prevale un'accordatura “mista”, in tutto uguale alla E9 sulle corde più acute ma che combina con questa intervalli tipici della DO6, anche se ottenuti un semitono sotto (SI6). L'accordatura MI9 trova i maggiori consensi in ambito country, mentre la DO6 è impiegata moltissimo anche in contesti swing e jazz.

## Famosi Steeler
- Josh Bertrand
- Buddy Cage
- Toy Caldwell
- Ferdinando Ghidelli
- Randle Currie
- Hank De Vito
- Buddy Emmons
- Paul Franklin
- Daniel Lanois
- Jerry Garcia (soprattutto nei New Riders of the Purple Sage)
- Lloyd Green
- John Hughey
- Shot Jackson
- Mick Johnson
- Sarah Jory
- Sneaky Pete Kleinow
- Jay Dee Maness
- Ricky Mantoan
- Jimmy Page
- David Gilmour
- Ian Bairnson
- Al Perkins
- Robert Randolph
- "Junior" Red Rhodes
- Speedy West
- Ronnie Wood
- Rusty Young
- Dylan Kongos